# IC 1789
IC 1789 је спирална галаксија у сазвјежђу Троугао која се налази на листи објеката дубоког неба у Индекс каталогу.
Деклинација објекта је + 32° 23' 44" а ректасцензија 2h 17m 51,3s. Привидна величина (магнитуда) објекта IC 1789 износи 13,8 а фотографска магнитуда 14,7. Налази се на удаљености од 61,743 милиона парсека од Сунца. IC 1789 је још познат и под ознакама UGC 1763, MCG 5-6-24, CGCG 504-49, IRAS 02149+3210, PGC 8766.